# Din Don - Il ritorno
Din Don - Il ritorno è un film per la televisione di genere commedia del 2019, diretto da Paolo Geremei ed interpretato da Enzo Salvi. È il seguito di Din Don - Una parrocchia in due, in cui Salvi aveva come co-protagonista Maurizio Battista.
È andato in onda in prima visione TV su Italia 1 il 29 dicembre 2019.

## Trama
Donato è tornato a fare il manager. All'improvviso riceve una telefonata: don Dino è volato in cielo a causa di un incidente. Donato scopre le novità: a Roccasecca la chiesa era stata chiusa e il parroco era stato mandato in un paesino del Nord Italia, in Trentino. Donato intende dargli l'ultimo saluto e si mette in viaggio per raggiungere il paese e partecipare al funerale. Giunto a destinazione, scopre che don Dino, nel testamento, l'ha nominato suo vice nella parrocchia affidandogli il compito di proseguire ciò che lui non ha potuto concludere. Donato vorrebbe ripartire il prima possibile, ma gli amici che hanno seguito don Dino nella sua nuova comunità cercano di convincerlo che deve restare, solo lui può proseguire la strada tracciata da don Dino. Don Donato alla fine accetta.

## Riprese
Il film è stato girato a Pellizzano, in Trentino-Alto Adige, dal 10 giugno al 6 luglio 2019.

## Ascolti
| Prima TV         | Telespettatori | Share |
| ---------------- | -------------- | ----- |
| 29 dicembre 2019 | 1.322.000      | 6,1%  |

## Sequel
Il 12 marzo 2022 è andato in onda su Italia 1 il sequel dal titolo Din Don - Un paese in due.